# Strange Clouds (chanson)
Singles de B.o.B
I'll Be in the Sky
(2011) Am I a Psycho?
(2012)
Singles par Lil Wayne
Y.U. Mad
(2011) Mirror
(2011)
Strange Clouds est une chanson du rappeur américain B.o.B en featuring avec le rappeur américain Lil Wayne. Le single a été annoncé sur Twitter par Atlantic Records. Il est sorti aux États-Unis le 27 septembre 2011.

## Classement
| Classement (2011)                            | Meilleure position |
| -------------------------------------------- | ------------------ |
| Australie (ARIA)                             | 69                 |
| Canada (Billboard Hot 100)                   | 26                 |
| Nouvelle-Zélande (RMNZ)                      | 39                 |
| Suisse (Schweizer Hitparade)                 | 64                 |
| Royaume-Uni (UK Singles Chart)               | 72                 |
| États-Unis (Billboard Hot 100)               | 7                  |
| États-Unis (Billboard Hot R&B/Hip-Hop Songs) | 60                 |

## Historique de sortie
| Pays       | Date              | Format                 | Label            |
| ---------- | ----------------- | ---------------------- | ---------------- |
| États-Unis | 27 September 2011 | Téléchargement digital | Atlantic Records |